# Нектарий (Хаджи-Петропулос)
Архимандрит Нектарий (в миру Ка́роль Сокра́тис Хаджи́-Петро́пулос, греч. Σωκράτης Χατζή-Πετρόπουλος; род. 1965, Стамбул) — архимандрит Русской православной церкви заграницей, настоятель Свято-Троицкого монастыря в Мехико.

## Биография
Родился в 1965 году в Стамбуле в православной семье. Дедушка и бабушка по отцу были греками, родом из Сухуми. По материнской линии иранского происхождения.
Детство и юность провёл в Стамбуле, Нью-Йорке и Мехико. Везде посещал греческие приходы. С детства хотел быть монахом.
В возрасте 14 лет потерял мать, которая умерла от лейкемии.
В 1981 году с согласия отца переехал в Мексику.
В 1983 году был пострижен в монашество с именем Нектарий в честь святителя Нектария Эгинского епископом Назианзским Павлом (де Баллестер-Конвальером). Через несколько месяцев принял великую схиму.
В 1989 году получил степень бакалавра археологии от Университета Софии в Токио, Япония, после чего вернулся в Мексику.
В 1992 году уехал на Святую Землю и перешёл в юрисдикцию Иерусалимского Патриархата, поскольку хотел соблюдать юлианский календарь, как того требовала семейная традиция.
Получил ряд научных степеней от высших учебных заведений города Мехико — в 1993 году степень магистра классических языков и литературы в Колледже истории и антропологии; в 1996 году степень доктора исторических наук в Ибероамериканском университете; в 2000 году степень доктора богословия в Университете Ибероамерикана.
В 2004 году перешёл в юрисдикцию Русской Православной Церкви Заграницей. Архиепископ Сан-Францисский Кирилл (Дмитриев) определил его послушником в Свято-Троицкий монастырь в Джорданвилле, штат Нью-Йорк, США. Нёс послушания уборщика на кладбище, садовника и книгохранителя.
В 2006 году был рукоположён во иеродиакона митрополитом Восточно-Американским Лавром (Шкурлой) в Джорданвилльском Троицком монастыре. Через несколько месяцев был рукоположён во иеромонаха.
По благословению священноначалия в январе 2007 года открыл в Мехико первый приход Русской Зарубежной Церкви — Свято-Троицкий скит. Обитель арендует в престижной центральной части столицы старинный дом, оформленный в русско-мексиканском стиле.
В сентябре 2008 году возведён в сан игумена митрополитом Восточно-Американским и Нью-Йоркским Иларионом (Капралом).
4 декабря 2011 года награждён правом ношения палицы.
9 декабря 2011 года Свято-Троицкий скит в Мехико получил статус монастыря.
17 января 2012 года был возведён в сан архимандрита архиепископом Сан-Францисским Кириллом, по постановлению Синода Зарубежной Церкви.
Окормляет, помимо столичной обители, ещё пять общин в крупных городах Мексики. Преподаёт в частных университетах.
13 ноября 2016 года награждён Орденом Святителя Иоанна 3-й степени.
В сентябре 2018 года Докторантура Мехико удостоила архимандрита Нектария докторской степени honoris causa в области Общественных и Гуманитарных наук.